# QF 13ポンド マーク IV 高射砲
オードナンス QF 13ポンド マーク IV 高射砲（英語: Ordnance QF 13 pounder Mk IV anti-aircraft gun）はエルズウィック砲兵会社が商業用に開発した口径3インチ（76mm）・砲弾重量13ポンドの高射砲であり、第一次世界大戦中に6門が供給された。イギリスは本砲以外にもいくつかの｢13ポンド｣の名称をもつ高射砲を運用したが、本砲とそれらの砲との関連性は無い。

## 歴史
第一次世界大戦が始まるとイギリス軍は航空機に対処するための高射砲を早急に必要としていたが、そのような状況下でエルズウィック砲兵会社は商業事業として既に本砲を開発しており、1915年には既存の6門を政府に供給している。これら6門は全て西部戦線に送られることとなり、その後さまざまな戦域に送られることとなった。多くの書き手はしばしばイギリス軍が運用した種々の13ポンド高射砲を区別しないために、本砲がどの戦域に送られて運用されたのかを正確に知ることは難しい。2門の砲は1917年7月から終戦までマケドニア戦線のテッサロニキで第99高射班（99th Anti-aircraft Section）で運用されたことが知られている。
本砲は砲身の上に2本の駐退復座機の円筒を有しており、これによって外見上判別をすることができる。砲身のすぐ上に位置する円筒の長さは砲身よりもやや短く、一番上にある円筒の長さは砲身よりもやや長い。砲全体は一般的な13ポンド高射砲に複座機を収めた円筒を上部に追加したような外見をしている。閉鎖機もやはりイギリスで標準的なものとは異なっており、本砲はフランスのM1897 75mm野砲のものに似たノルデンフェルト（Nordenfelt）異中心式閉鎖機を有している。異中心式閉鎖機とは砲身と閉鎖機の軸芯が異なる型式であり、本砲の場合は砲身の上部に近い部分を軸として回転することで砲尾の閉鎖・開放を行う。これによりイギリスで一般的なウェリン（Welin）式やアズベリー（Asbury）式閉鎖機のように砲尾をねじ式に閉鎖するというよりは閉鎖機が砲尾を覆うような形になる。